# Fieodosij Wanin
Fieodosij Karpowicz Wanin (ros. Феодосий Карпович Ванин, ur. 25 lutego 1914 w stanicy Baturinska, zm. 26 grudnia 2009) – radziecki lekkoatleta, długodystansowiec, medalista mistrzostw Europy z 1950.
Był znanym długodystansowcem już przed II wojną światową. W 1942 otrzymał polecenie poprawienia rekordu świata dla wzmocnienia ducha bojowego narodu. 23 września w Moskwie w biegu na 20 000 metrów uzyskał czas 1:03:51,0, lepszy od ówcześnie figurującego w oficjalnych zestawieniach rekordu Juana Carlosa Zabali 1:04:00,2. Jednak András Csaplár uzyskał lepszy wynik – 1:03:01,2 już w 1941, który był później zatwierdzony przez IAAF.
Wanin zajął 5. w biegu na 10 000 metrów na mistrzostwach Europy w 1946 w Osloł.
1 listopada 1949 ustanowił rekord świata w biegu na 30 000 metrów czasem 1:39:14,6.
Zdobył brązowy medal w biegu maratońskim na mistrzostwach Europy w 1950 w Brukseli, przegrywając jedynie z Jackiem Holdenemem z Wielkiej Brytanii i Veikko Karvonenem z Finlandii.
Na igrzyskach olimpijskich w 1952 w Helsinkach zajął 27. miejsce w maratonie. 
Zdobył następujące medale mistrzostw ZSRR:
- bieg na 5000 metrów – złoto w 1943, 1946 i 1947, srebro w 1940, brąz w 1945 i 1948
- bieg na 10 000 metrów – złoto w 1940, 1943, 1944, 1945, 1947, 1948 i 1949, srebro w 1946 i 1950
- bieg maratoński – złoto w 1948 i 1950, srebro w 1947
- bieg godzinny – złoto w 1940
- bieg przełajowy na 8 kilometrów – złoto w 1945

Ustanawiał rekordy ZSRR w biegu na 10 000 metrów (30:35,2 6 września 1942 w Moskwie), dwukrotnie w biegu maratońskim (2:31:55,0 15 lipca 1948 w Moskwie i 2:29,09,4 15 lipca 1950 w Moskwie), a także w biegu na 15 000 metrów (48,00,8), biegu godzinnym (18 779 m) i biegu na 20 000 metrów (1:03:51,0, wszystkie 23 września 1942 w Moskwie).
Jest autorem książki  Бег марафонца (Bieg maratończyka) wydanej w 1951. Po zakończeniu kariery zawodniczej był trenerem.
Był odznaczony Orderem Czerwonego Sztandaru Pracy (27 kwietnia 1957), orderem Czerwonej Gwiazdy i Orderem „Znak Honoru”. W 1942 otrzymał odznakę Zasłużonego Mistrza Sportu ZSRR.